# 上峴站
上峴站（：／ Sanghyeon yeok */?）是新盆唐線沿線的一座地下車站，位於韓國京畿道龍仁市水枝區上峴洞。最初計劃時將此站訂名為「新大站」（신대역），後經龍仁市地名委員會於2015年時選出「上峴站」或「上峴光教站」二個方案名稱，最終由國土交通部公告確定為「上峴站」。

## 車站結構
站體為2面2線側式月台的地下車站，候車月台設有月台幕門，並有4處出口。

### 月台配置
| ↑ 星福     |
| \| 下      |
| 光教中央 ↓ |

| 月台 | 路線      | 目的地         |
| ---- | --------- | -------------- |
| 上行 | ●新盆唐線 | 江南、亭子方向 |
| 下行 | ●新盆唐線 | 光教方向       |

## 歷史
- 2016年1月30日：落成啟用。

## 車站周邊
- 光教湖水公園（朝鲜语：광교호수공원）
- 光教中央公園
- 上峴中學
- 上峴高校
- 龍仁首爾高速公路光教上峴交流道

## 圖片

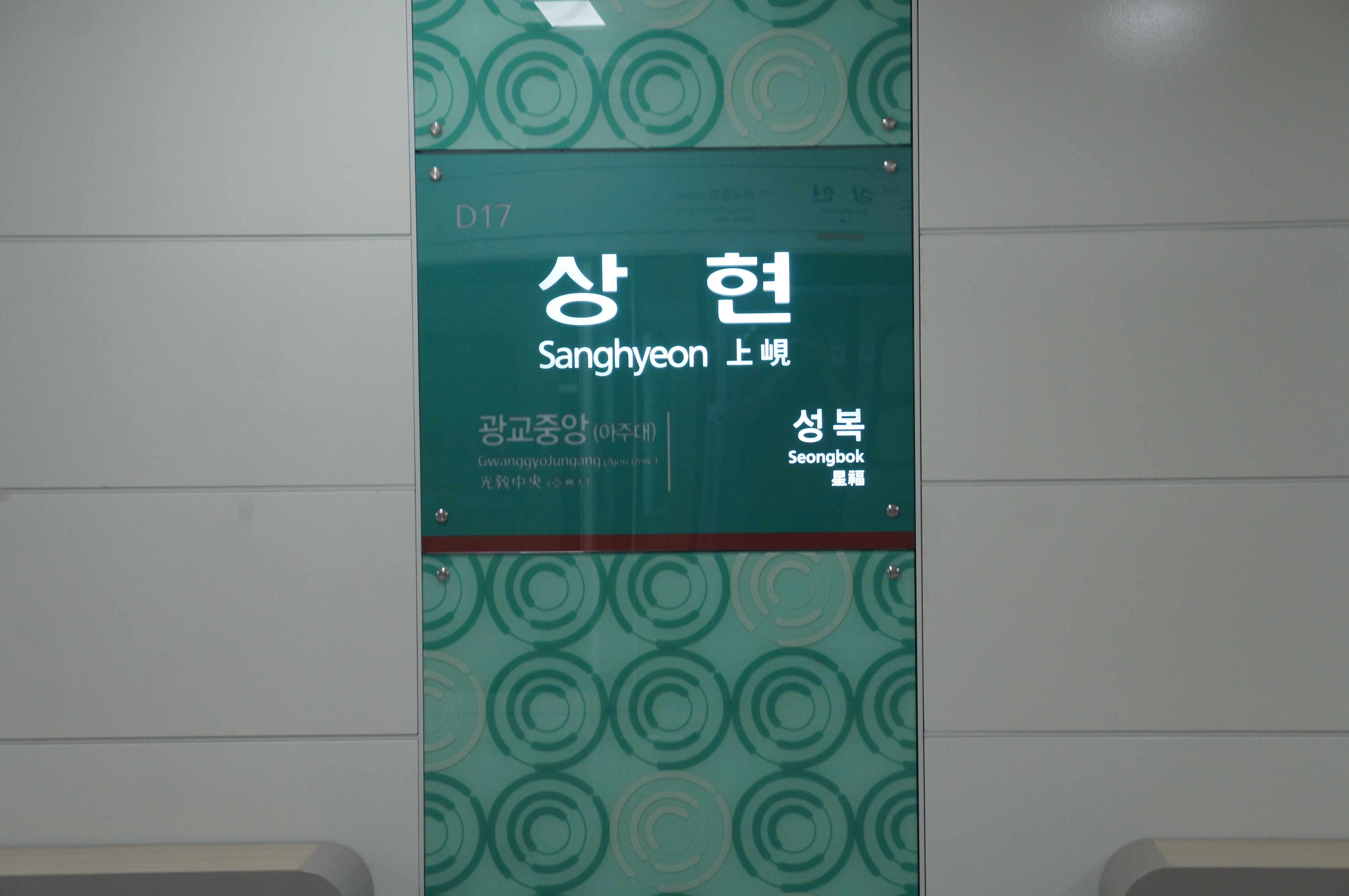
站名牌
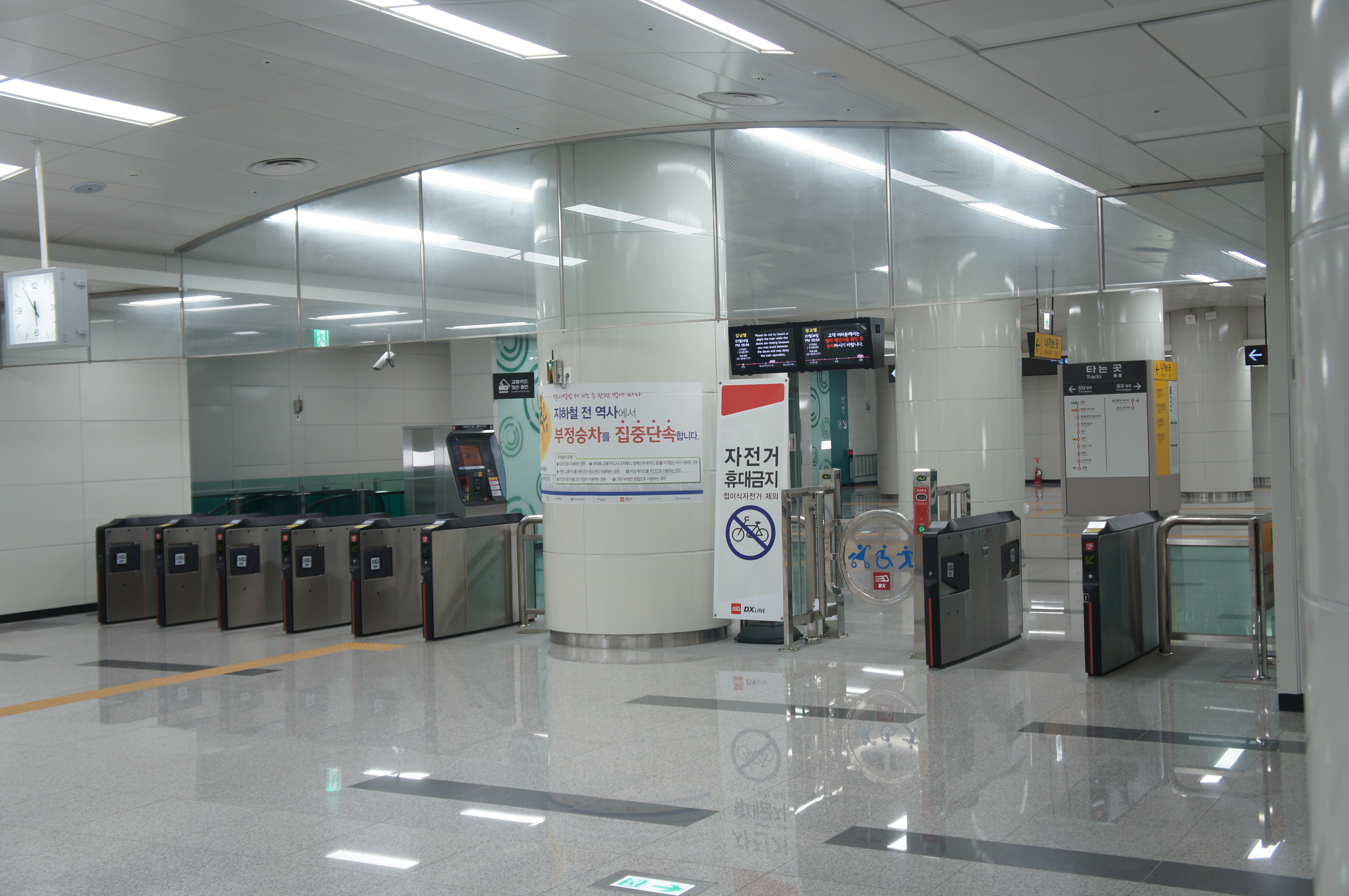
剪票閘口
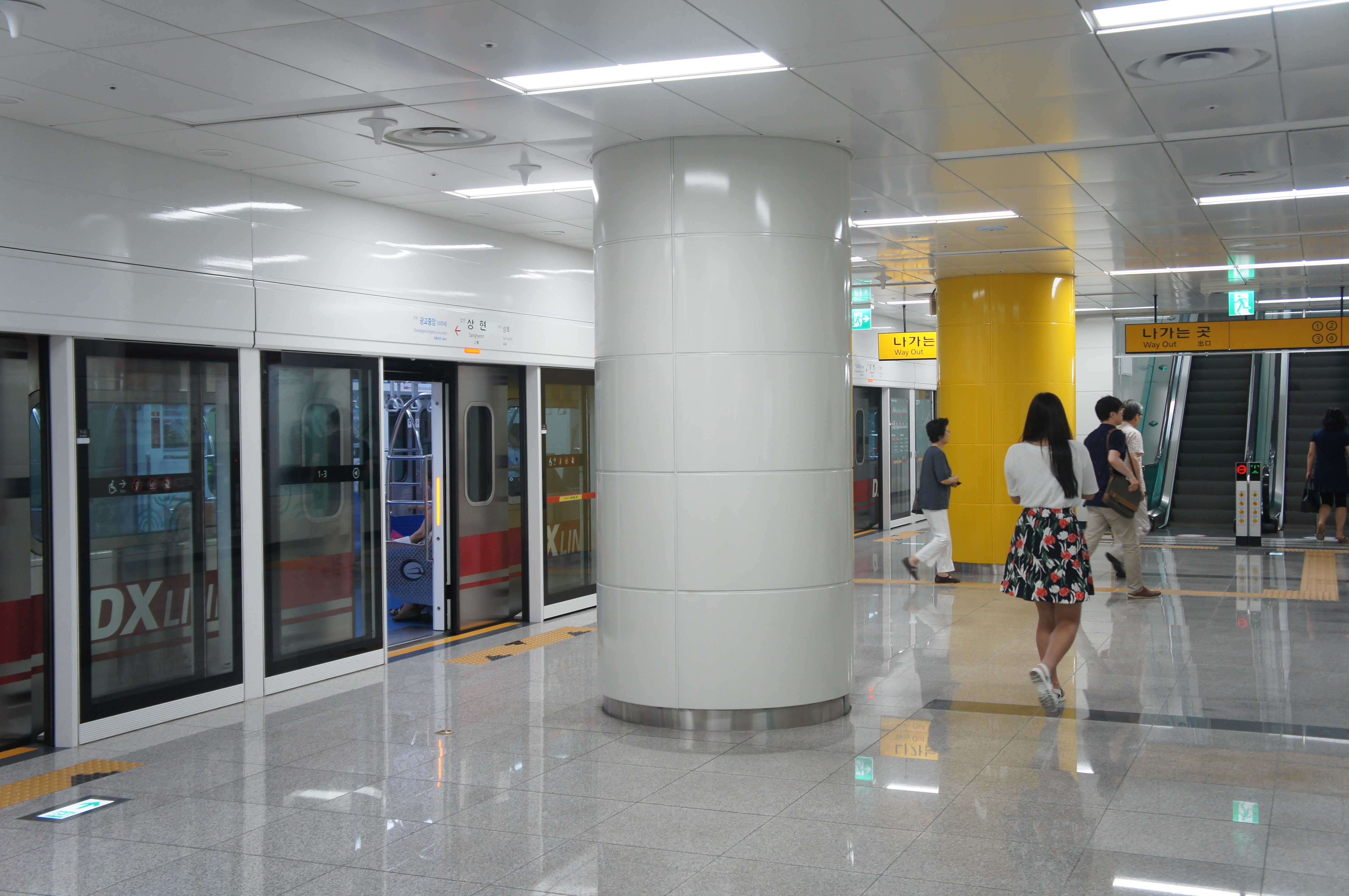
候車月台
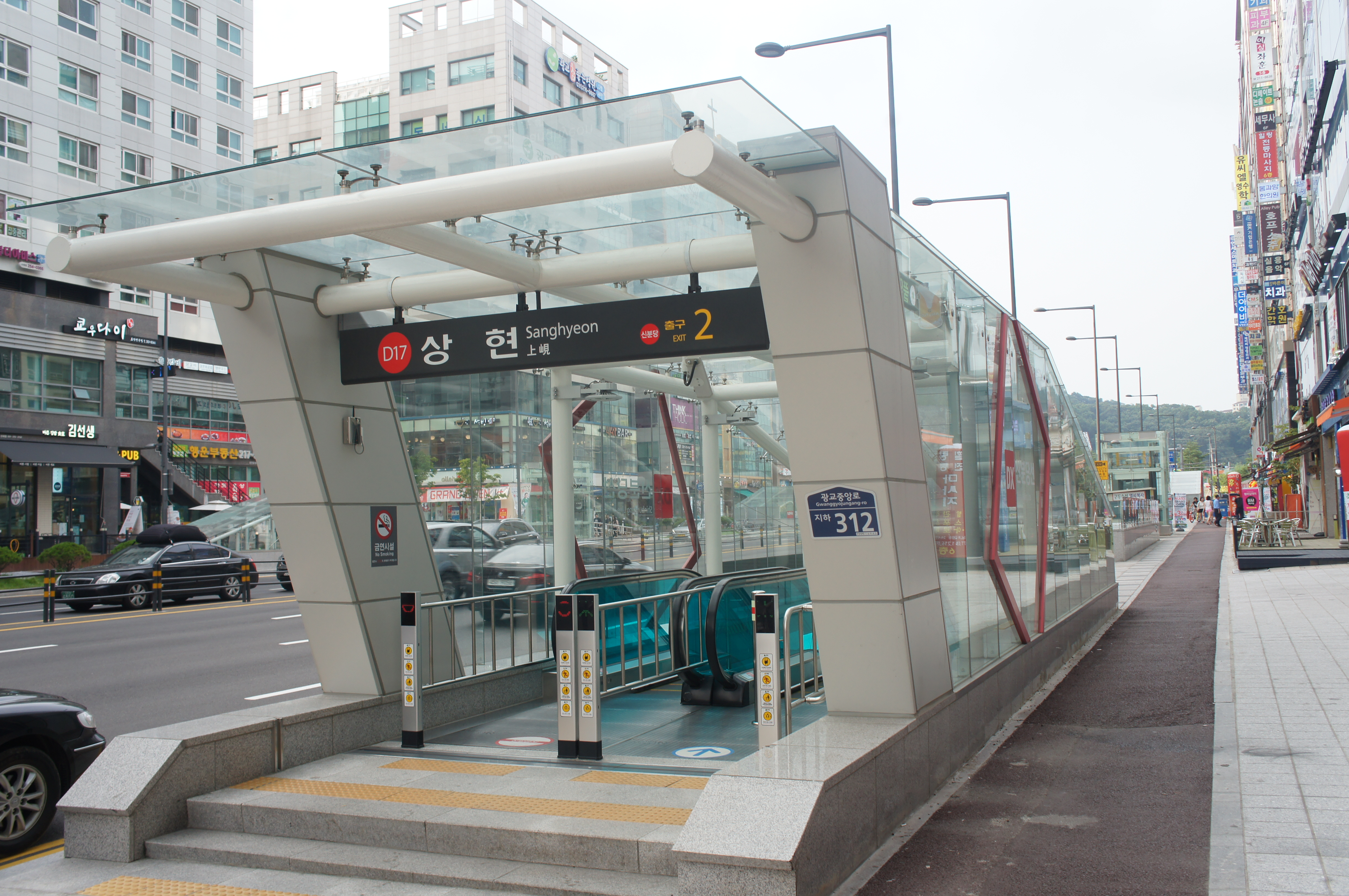
2號出口

## 相鄰車站
Neo Trans
●新盆唐線
星福（D16）－上峴（D17）－光教中央（D18）